# Furio Dionisio Filócalo

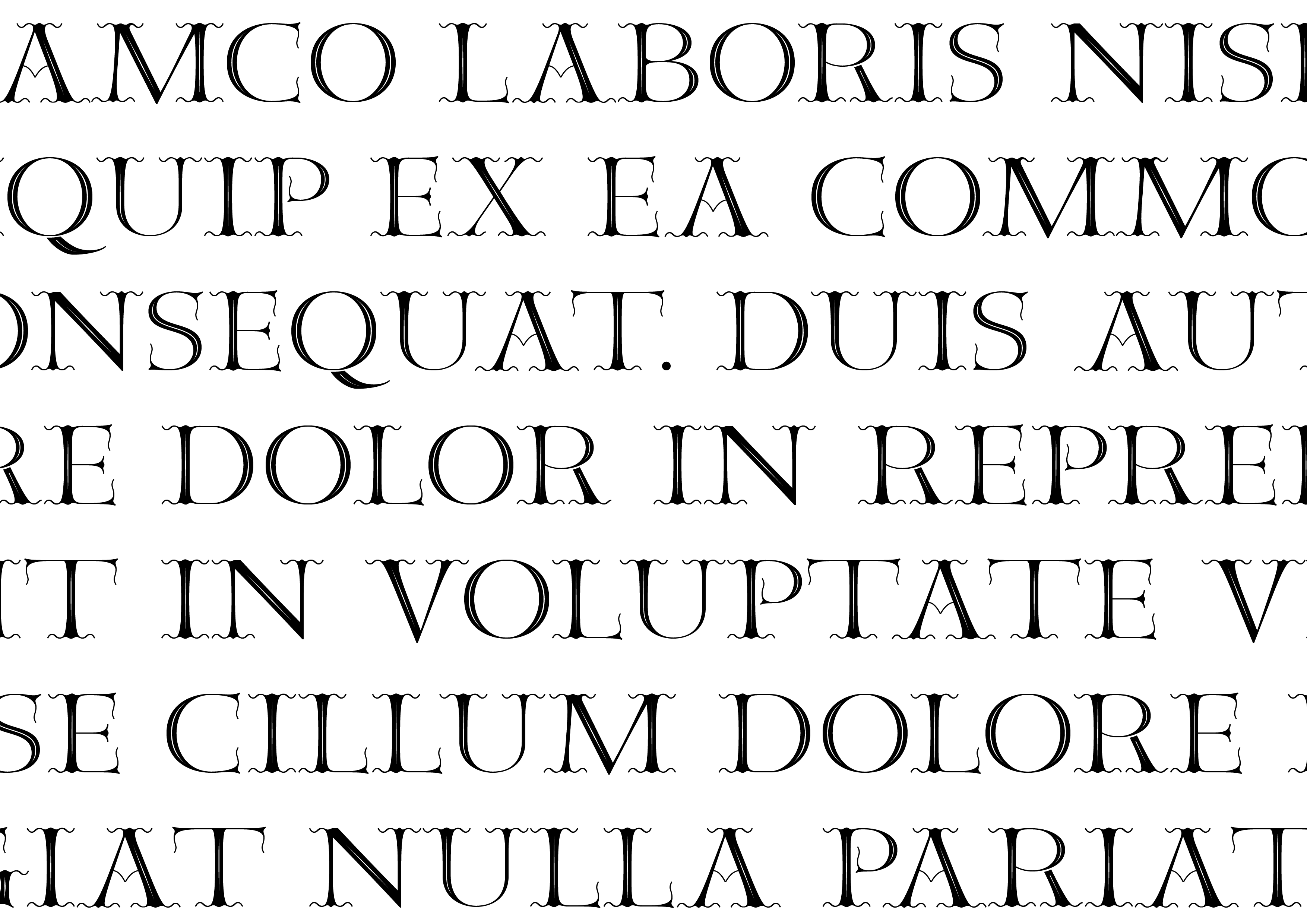
Muestra del tipo de letra Filocalus, publicado por el diseñador de tipos Ellmer Stefan en 2016, basado en la letra filocaliana.

Furio Dionisio Filócalo o Filócalo fue un calígrafo y lapicida romano, especializado en los textos epigráficos, activo en la segunda mitad del siglo IV.

## Cronógrafo del 354
Una de sus obras más notorias es el Cronógrafo del 354, también llamado Calendario de Filócalo, del que no se conserva el original. Se trata del calendario cristiano más antiguo conocido, con la primera referencia conocida a la celebración de la Navidad, aunque también incorpora festividades romanas. La copia más completa que se conserva es un manuscrito del siglo XVII de la colección Barberini. Éste es la reproducción de un Codex Luxemburgensis de la época carolingia, que se perdió en el siglo XVII.
El cronógrafo fue encargado por un romano cristiano adinerado, conocido como Valentino, al cual fue dedicado. Las miniaturas originales del manuscrito también fueron probablemente obra de Filócalo.

## Grabador oficial del papa
Filócalo fue el grabador de letras oficial del papa Dámaso I (304 - 384), y se describía a sí mismo como Damasi pappae cultor atque amator (adorador y amante del papa Dámaso). El arqueólogo de Rossi sugiere que sus inscripciones estaban reservadas para el culto de los mártires. No se sabe a ciencia cierta si estas inscripciones fueron dibujadas y grabadas por Filócalo, o solamente dibujadas por él, pero la primera hipótesis parece ser la correcta. La precisión del corte de la piedra y la regularidad orgánica entre las letras sugieren el trabajo de un maestro que trabaja basándose en un boceto, más que un artesano copiando un dibujo elaborado.
Para estas inscripciones, Filócalo creó un tipo de letra original, llamado letra filocaliana. Esta se caracteriza por sus remates ornamentales filiformes y ondulados. También posee un fuerte contraste, con astas horizontales finas y astas verticales gruesas en el sentido descendente y finas en el ascendente. También presenta formas aplastadas; especialmente en las letras C, D, G, H, M, N, O, Q, R y T, que son más anchas que altas. Las letras redondeadas (D, G, O, Q) tienen un eje oblicuo.
De la letra filocaliana se conocen tres fragmentos, que parecen haber sido firmados de la misma manera, con la inscripción Furius Dionysius Filocalus scribsit. Estos fragmentos eran parte de la transcripción de una serie de poemas que el papa Dámaso I había escrito en honor de los mártires, y que servían a decorar sus tumbas. Este tipo de letra tuvo una gran influencia en los grabadores de la época, que copiaron su estilo ampliamente, y de los que se cuentan numerosos ejemplos.

## Legado
Alrededor del año 1787 aparecen los primeros tipos móviles en metal de estilo Tuscan (toscano), creados por el diseñador de tipos británico Vincent Figgins, bajo el nombre de 4-lines Pica Ornamented no. 2. Sus letras se inspiraban en los diseños ornamentales de Fournier, pero el antecedente más antiguo de sus remates ornamentales son las inscripciones en letra filocaliana. El estilo Tuscan fue enormemente popular durante la época victoriana, y aún sigue siendo utilizado hoy en día.